# やじきた志ん幹線
『やじきた志ん幹線』（やじきたしんかんせん）は、1966年5月6日から同年11月11日までTBS系列局で放送されていたコメディドラマである。TBSと東宝の共同製作。森下仁丹の一社提供。全28話。放送時間は毎週金曜 19:00 - 19:30 （日本標準時）。

## 概要
十返舎一九原作の『東海道中膝栗毛』をモチーフにした時代劇風の公開コメディで、古今亭志ん朝演じる弥次さんと谷幹一演じる喜多さんのコンビが上方旅行を楽しむストーリー。タイトルは、主演の志ん朝と谷の名を当時話題の東海道新幹線に掛けたもの。志ん朝と谷は、かつてフジテレビの『サンデー志ん朝』でも共演していたコンビである。

## 出演者
- 弥次郎兵衛：古今亭志ん朝
- 喜多八：谷幹一
- 小川知子
- てんぷくトリオ
- 柳谷寛
- ほか

## スタッフ
- 脚本：名和青朗 ほか
- 演出：三浦啓次 ほか
- 制作：TBS、東宝

## 主題歌
「やじきた志ん幹線」
作詞：名和青朗 / 作曲：宇野誠一郎 / 歌：古今亭志ん朝、谷幹一

## 放送日程
| 話数 | 放送日 （1966年） | サブタイトル         |
| ---- | ----------------- | -------------------- |
| 1    | 5月6日            | （サブタイトル不明） |
| 2    | 5月13日           | お金がほしいの巻     |
| 3    | 5月20日           | お江戸日本橋の巻     |
| 4    | 5月27日           | 雲助退治の巻         |
| 5    | 6月3日            | くずの殿様の巻       |
| 6    | 6月10日           | 待っていた花婿の巻   |
| 7    | 6月17日           | 大仏みやげの巻       |
| 8    | 6月24日           | 安売り合戦の巻       |
| 9    | 7月1日            | 恋の湯の町の巻       |
| 10   | 7月8日            | 峠のいのししの巻     |
| 11   | 7月15日           | 黒船歓迎の巻         |
| 12   | 7月22日           | 下におろうの巻       |
| 13   | 7月29日           | 富士の白雪の巻       |
| 14   | 8月5日            | 天女の羽衣の巻       |

| 回 | 放送日 （1966年） | サブタイトル             |
| -- | ----------------- | ------------------------ |
| 15 | 8月12日           | 荒野の一つの家の巻       |
| 16 | 8月19日           | ここで会ったが百年目の巻 |
| 17 | 8月26日           | 怪獣あらわるの巻         |
| 18 | 9月2日            | 狙った胴巻の巻           |
| 19 | 9月9日            | 軍用金争奪の巻           |
| 20 | 9月16日           | インスタント子分の巻     |
| 21 | 9月23日           | 宿屋の捕物の巻           |
| 22 | 9月30日           | とろろ小町の巻           |
| 23 | 10月7日           | お嫁においでの巻         |
| 24 | 10月14日          | 占い大先生の巻           |
| 25 | 10月21日          | 婿入り人足の巻           |
| 26 | 10月28日          | 若さまヤーイの巻         |
| 27 | 11月4日           | 湖水の盗賊の巻           |
| 28 | 11月11日          | めでたくゴールインの巻   |

参考：『毎日新聞縮刷版』毎日新聞社、1966年5月6日 - 同年11月11日付のラジオ・テレビ欄。